# Elettrotreno serie E235
L'elettrotreno serie E235 (E235系) è un convoglio a composizione utilizzato sulla linea Yamanote da JR East in Giappone nella grande area di Tokyo a partire da novembre 2015.
Il treno è stato consegnato alla compagna nel marzo 2015, entrando in servizio il 30 novembre 2015 per essere poi sospeso fino a marzo 2016.
Attualmente il treno è in servizio e rimpiazzerà i vecchi treni serie E231-500 in attività dal 2002.

## serie E235-0

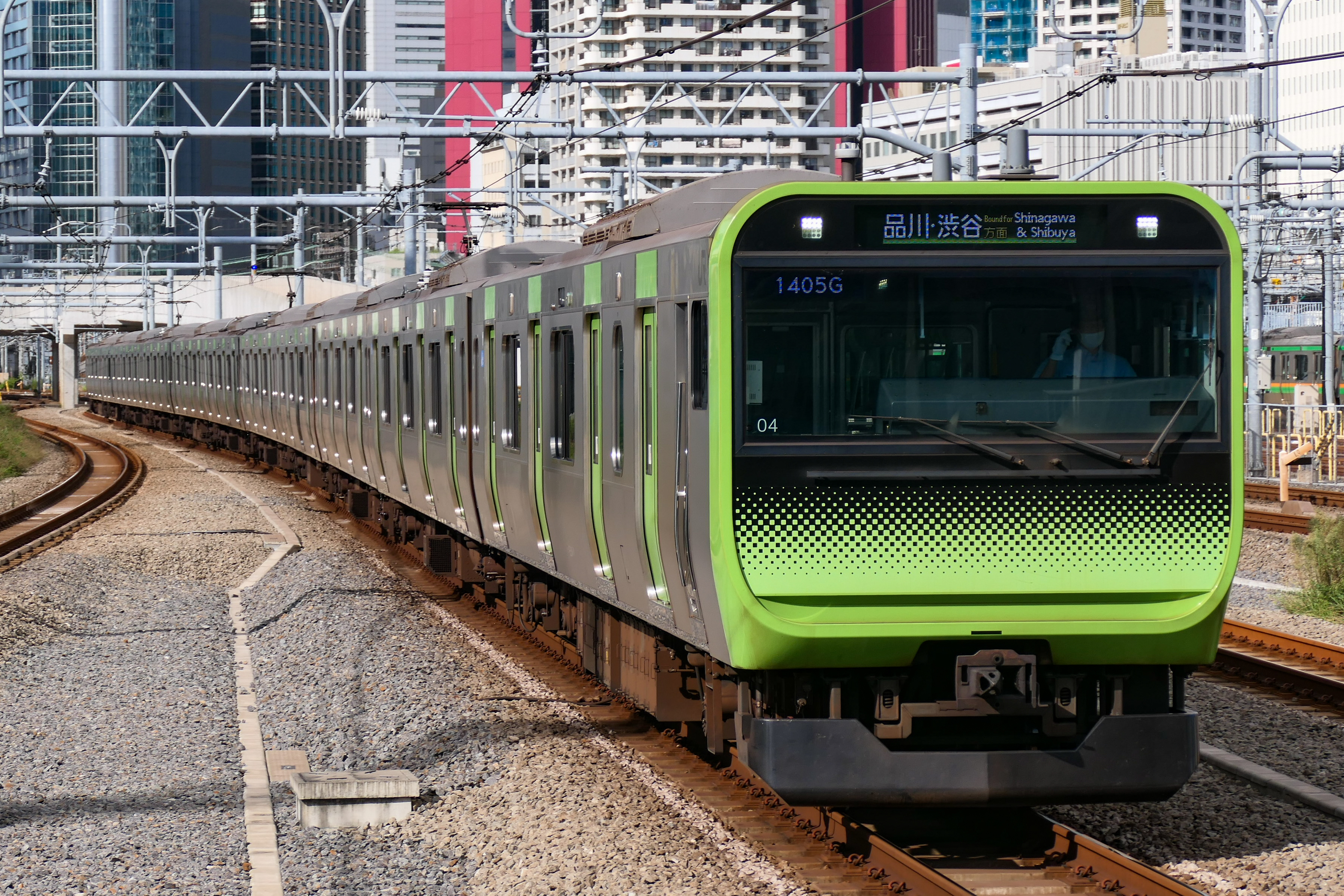

## serie E235-1000

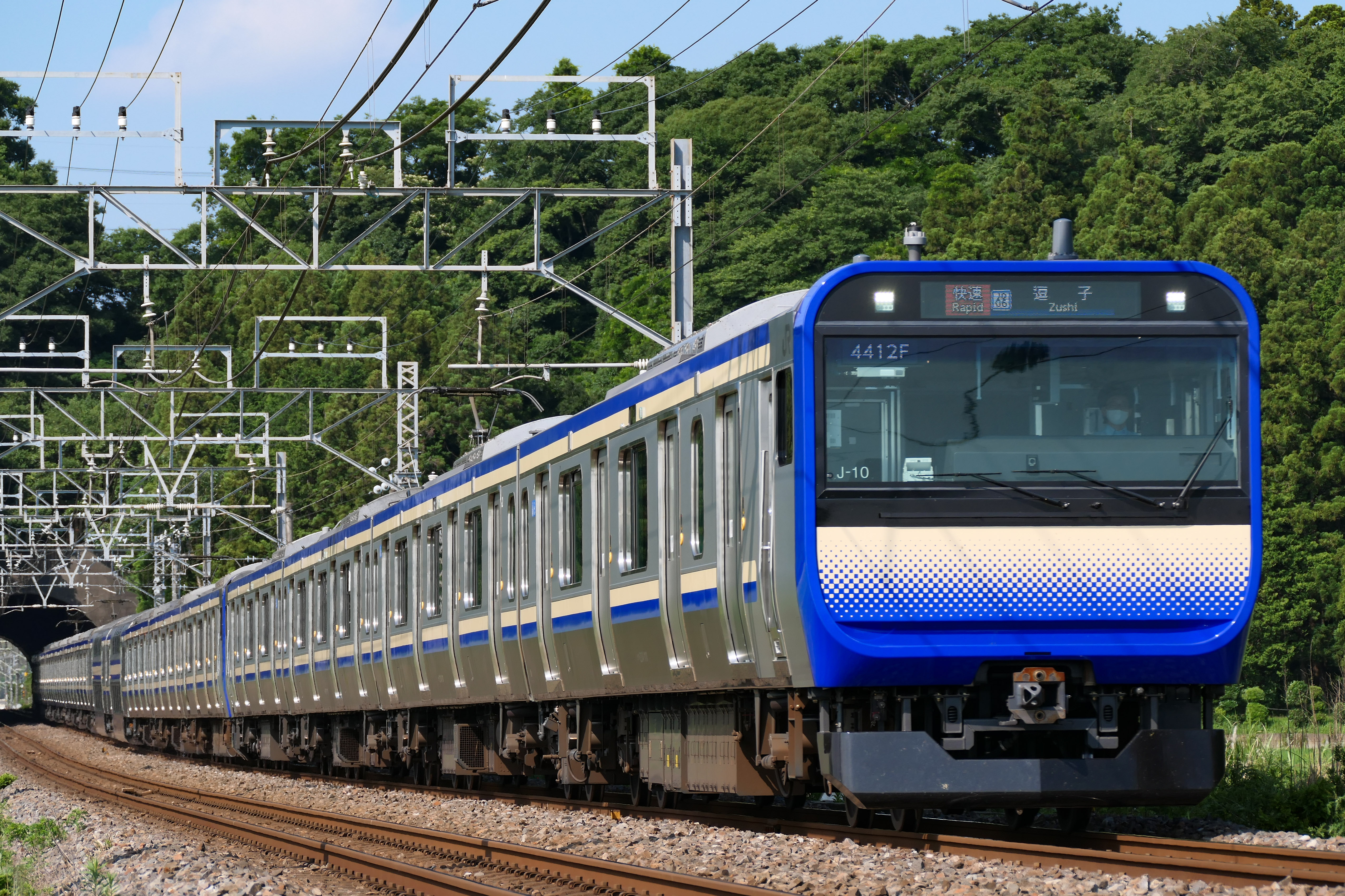